# Kleine Sulawesi-Spitzmausratte
Die Kleine Sulawesi-Spitzmausratte (Melasmothrix naso) ist eine Nagetierart aus der Gruppe der Altweltmäuse (Murinae). 

## Allgemeines
Diese Nagetiere haben einen kleinen, spitzmausähnlichen Körper mit langgestrecktem Schädel und ebensolcher Schnauze. Die Augen sind klein, die Ohren rund, der Schwanz ist kurz. Die Vorderfüße sind breit, sowohl Vorder- als auch Hinterfüße haben lange Krallen. Ihr kurzes Fell ist dunkelbraun gefärbt, die Füße sind schwarz. Die Tiere erreichen eine Kopfrumpflänge von 11 bis 13 Zentimetern, eine Schwanzlänge von 8 bis 9 Zentimetern und ein Gewicht von 40 bis 60 Gramm.
Kleine Sulawesi-Spitzmausratten sind auf der indonesischen Insel Sulawesi endemisch. Sie bewohnen die mittleren Teile der Insel, ihr Lebensraum sind gebirgige Regenwälder. Sie sind tagaktiv und halten sich häufig aus moosbewachsenen Böden auf. Ihre Nahrung besteht vorwiegend aus Regenwürmern und Insektenlarven, die sie mit ihren Krallen aus dem Erdreich holen.
Über den Gefährdungsgrad lassen sich derzeit keine Angaben machen, die IUCN listet die Art unter „zu wenig Daten vorhanden“ (data deficient).

## Systematik
Laut Wilson & Reeder (2005) ist die Kleine Sulawesi-Spitzmausratte Namensgeber der Melasmothrix-Gruppe, einer auf Sulawesi beheimateten Nagetiergruppe, die daneben noch die Gattung der Großen Sulawesi-Spitzmausratten (Tateomys) umfasst. Nach Lecompte et al. (2008) ist die Gattung Teil der Rattini, also nahe mit den Ratten verwandt.